# 4275 Bogustafson
4275 Bogustafson (1981 EW14) là một tiểu hành tinh vành đai chính được phát hiện ngày 1 tháng 3 năm 1981 bởi Schelte J. Bus ở Siding Spring.